# Cesta I. triedy 60
Die Cesta I. triedy 60 (slowakisch für ‚Straße 1. Ordnung 60‘), kurz I/60, ist eine Straße 1. Ordnung in der Slowakei. Sie ist als innere Ringstraße von Žilina konzipiert und umschließt auf einer Länge von 6,48 km das Stadtzentrum. Sie ist auf voller Länge vierspurig ausgebaut und überwiegend mit planfreien Knotenpunkten versehen. Die Kilometrierung beginnt an der Anschlussstelle Kragujevská westlich des Stadtzentrums und verläuft entgegen dem Uhrzeigersinn. 
An der Ringstraße beginnen beziehungsweise enden vier slowakische Straßen 1. Ordnung, wovon drei zugleich Teil zumindest einer Europastraße sind. Dies sind:
- Cesta I. triedy 61 (I/61; E 50, E 442) Richtung Westen / Südwesten nach Bytča und weiter Bratislava
- Cesta I. triedy 64 (I/64) Richtung Süden nach Rajec und weiter Prievidza
- Cesta I. triedy 18 (I/18; E 50) Richtung Osten nach Martin und weiter Prešov
- Cesta I. triedy 11 (I/11) Richtung Norden nach Čadca und weiter Ostrava

Die Straße entstand am 1. August 2015 durch Ausgliederungen aus den folgenden Straßen: I/11, I/18, sowie Umwidmung der I/18A.